# موسى العلمي
موسى العلمي (1897 - 1984) هو وطني فلسطيني بارز، مثّل فلسطين في جامعة الدول العربية عام 1944 وأحد المشاركين بصياغة الكتاب الأبيض (1939).

## النشأة وخلفية عائلية
ولد موسى العلمي في حي المصرارة في القدس، لعائلة متنفذة، كان فيها جده فيضي العلمي رئيسا لبلدية القدس ووالده نائباً في البرلمان العثماني. جُنّد موسى في الجيش العثماني عام 1917 ليتركه بعد عام لينضم للشريف حسين، درس الحقوق في جامعة كامبريدج بإنجلترا.
ولد في مدينة القدس عام 1897 لعائلة لعبت دوراً بارزاً في الحياة المدنية والدينية لمدينة القدس منذ القرن الثاني عشر، جده كان رئيس بلدية القدس ووالده نائباً في البرلمان العثماني في مدينة إسطنبول عام 1941، والتحق بالجيش العثماني عام 1917، ثم تركه في العام الذي يليه واختباً في مدينة دمشق وانضم للشريف حسين، درس الحقوق في كلية ترينتي في جامعة كامبريدج عام 1922، وعندما عاد إلى فلسطين عمل مستشاراً قانونياً للانتداب البريطاني خلال الفترة 1925-1929، ثم ارتقى بمنصبه ليصبح سكرتيراً للمندوب السامي البريطاني عام 1929-1932، ومن خلال منصبه حاول إقناع السلطات البريطانية بأخذ موقف متوازن يراعي المصالح العربية واليهودية، مما أدى بالحركة الصهيونية أن تقود حملة ضده بالضغط على المندوب السامي لطرده من منصبه. أقيل عام 1937 من الحكومة ولجأ إلى سوريا والعراق، ثم إلى فلسطين عام 1940.

## الحياة السياسية
مثّل فلسطين في جامعة الدول العربية عام 1944 وأحد المشاركين بصياغة الكتاب الأبيض (1939). ولد موسى العلمي في حي المصرارة في القدس، لعائلة متنفذة، كان فيها جده فيضي العلمي رئيساً لبلدية القدس ووالده نائباً في البرلمان العثماني. جُنّد موسى في الجيش العثماني عام 1917 ، درس الحقوق في جامعة كامبريدج بإنجلترا. تلقى العلمي دروسه الأولية في القدس حيث التحق بالمدرسة الدستورية بالقدس وأمضى فيها سنتين، ومنها انتقل إلى كلية الفرير بالقدس وقضى على مقاعد الدرس ثلاث سنوات، وبعد نشوب الحرب العالمية الأولى دخل الجندية وتنقل بين دمشق وإسطنبول. وبعد أن وضعت الحرب أوزارها قصد جامعة كمبردج في بريطانيا طلباً للعلم وصرف فيها أربع سنوات (1919-1922)، ثم وتخرج مع معهد حقوق أنر تمپل في عام 1923 وعاد لفلسطين يحمل ماجستير الحقوق في عام 1925. عين عام 1925 في دائرة النيابات العامة بالقدس وبعدها شغل وظيفة محامي الحكومة. التحق بخدمة حكومة الانتداب وكان سكرتيراً للمندوب السامي البريطاني، تعاون مع الحاج أمين الحسيني أثناء ثورة 1936. أقيل عام 1937 من الحكومة ولجأ إلى سوريا والعراق، ثم إلى فلسطين عام 1940.
لم ينتمِ موسى العلمي للأحزاب الفلسطينية إلا أنه عارض سياسات الهيئة العربية العليا لفلسطين.